# 福島県立白河実業高等学校
福島県立白河実業高等学校（ふくしまけんりつ しらかわじつぎょうこうとうがっこう）は、福島県白河市瀬戸原にある県立高等学校。

## 設置学科
全日制
- 農業科（1クラス40人）※募集停止
- 機械科（2クラス80人）
- 電気科（1クラス40人）
- 電子科（1クラス40人）
- 建築科（1クラス40人）
- 情報ビジネス科（1クラス40人）

## 沿革
- 1927年5月1日 - 白河町立福島県白河商業学校を白河町手代町に開校
- 1944年4月1日 - 白河町立福島県白河農学校となる
- 1948年4月1日 - 白河町立福島県白河農業高等学校となる、福島県立白河農業高等学校定時制課程を併設（1957年3月31日廃止）
- 1948年7月1日 - 福島県立白河農業高等学校金山分校設置（1960年3月31日廃止）
- 1949年4月1日 - 福島県立白河農業高等学校矢吹分校設置（1972年4月1日白河高校へ移管）
- 1950年12月31日 - 類焼のため校舎の主要部焼失
- 1951年4月1日 - 福島県立白河農業高等学校釜子分校設置（1965年3月31日廃止）
- 1952年7月7日 - 白河市瀬戸原の現所在地内に校舎移転（創立記念日）
- 1953年 - 県立に移管（農業科を設置）
- 1958年 - 家庭科を設置
- 1959年 - 福島県立白河農工高等学校と改称、機械科を設置
- 1962年 - 電気科を設置
- 1963年 - 家庭科を家政科と名称変更
- 1979年 - 商業科を設置（白河高校から移転の形）、校名を福島県立白河実業高等学校に変更
- 1985年 - 電子科を設置
- 1990年 - 情報ビジネス科を設置
- 2005年 - 商業科を募集停止
- 2009年 - 家政科を募集停止
- 2023年 - 塙工業高校を統合し、農業科が修明高校に統合。

## 進路概況
進路状況・令和元年度によると、一般企業への就職する者が多いが、公務員として就職する者や、専門学校や大学への進学する者もいる。

## 部活動
- 自転車部はインターハイ・国体の常連として知られ、競輪選手となって活躍するOBもいる。

## 交通
- JR白河駅・磐城棚倉駅よりJRバス関東白棚線利用
- JR新白河駅・白河駅より福島交通・白河の関行き利用
  - いずれも「実業高校」バス停下車

## 著名な出身者
- 沼田弥一（競輪選手、ミュンヘンオリンピック出場）
- 岡部芳幸（競輪選手）
- 伏見俊昭（競輪選手、2004年のアテネオリンピック銀メダリスト）
- 吉田菫 (Silent Sirenのメンバー、ヴォーカル・ギター担当。)